# Four: The Son: A Divergent Story
Four: The Son: A Divergent Story, es una historia corta escrita por Veronica Roth. Cuatro lucha por encontrar su lugar en la jerarquía de Osadía. También sospecha de que un sucio plan se está gestando dentro del gobierno de la facción y descubre un secreto de su pasado que amenaza en gran medida su futuro. Fue publicado el 8 de julio de 2014.

## Desarrollo

### Antecedentes
Después de haber escrito Free Four en 2012, Roth anunció a través de su blog la publicación de otras cuatro historias cortas narradas desde el punto de vista de Tobias Eaton, comentando:

"Consideré unas cuantas opciones sobre lo que podría escribir y sobre la perspectiva de quién lo haría. Con el tiempo, se hizo evidente que el personaje en el que estaba más interesada en explorar era Cuatro. Estaba emocionada de expandir mi propio conocimiento sobre él, ayudando a profundizar en el personaje de una manera que nunca lo he hecho antes, y para construir las partes del mundo que Tris nunca experimentó debido a su limitada perspectiva".

Cada breve historia explora el mundo de la serie Divergente a través de los ojos del misterioso pero carismático Tobias Eaton, revelando facetas desconocidas de su personalidad, su pasado, y sus relaciones. Las historias estarán disponibles como libros electrónicos, y en una compilación llamada Four: A Divergent Story Collection.

### Portada
La portada contiene un círculo (como las demás de la trilogía) nubes de tinta oscura, que es golpeado por un rayo en dos puntos diferentes del mismo. Al igual que todas las portadas anteriores de la trilogía Divergente, Joel Tipple diseñó esta cubierta.